# Jan Brons
Jan Brons (* 20. Januar 1865 in Termunten; † 9. Februar 1954 in Appingedam) war ein niederländischer Ingenieur und Unternehmer.

## Leben
Jan Brons wurde in Wagenborgen in Groningen in der damaligen Gemeinde Termunten geboren. Sein Vater hatte eine Tischlerei. Im Alter von 17 Jahren entwarf Jan Brons die 1883 erbaute Kirche von Wagenborgen. Als Gegenleistung erhielt er eine Pendeluhr, die zeitlebens an der Wand seines Schlafzimmers hing.
Bei Reparaturen an Maschinen und anderen Werkzeugen in der väterlichen Werkstatt beobachtete der kleine Jan genau deren Funktion. In der ruhigen Winterzeit verbrachte er viel Zeit mit der Herstellung von Maschinen, wie zum Beispiel Dreschmaschinen. Das gab ihm so viel Geschicklichkeit, dass er anfing, sein eigenes Motorrad zu bauen. Der erste Motor, den Brons 1891 baute, wollte nicht laufen. Kein Wunder, denn das englische Wort „Petrol“ wurde statt mit Benzin mit Petroleum übersetzt. Trotzdem gelang es ihm, die Maschine mit Kerosin zu betreiben. Dieser Motor wurde in einen Omnibus eingebaut, der längere Zeit im Einsatz war.
Brons engagierte sich für den von Rudolf Diesel entwickelten Dieselmotor. Er wollte die Probleme lösen, die bei der richtigen Zerstäubung des Kraftstoffs im Brennraum auftreten, und gleichzeitig die Patente von Diesel auf seine Weise umgehen. Er erfand und fertigte eine sogenannte Zerstäuberbox in Form eines Kolbens mit perforiertem Boden, der sich in einem separaten Zylinder auf und ab bewegen musste, der sich im Zylinderkopf über der Brennkammer befand. Dadurch würde der Kraftstoff nach der Einspritzung fein zerstäubt. Die Zerstäuberbox klemmte nach nur wenigen Hüben, aber der Motor funktionierte trotzdem. So wurde die indirekte Dieseleinspritzung mit Vorderkammer erfunden. Diesen Motor, den er 1907 patentieren ließ, nannte er Atomizer Box Engine, auch bekannt als „Box Snapper“.
Im selben Jahr gründete er die Appingedammer Bronsmotorenfabriek in Appingedam. Fortan war er an der Entwicklung von Motoren beteiligt. Die Fabrik, deren Gründer und Direktor er war, lieferte in die ganze Welt. Als Direktor war er fortschrittlich, indem er die Stiftung „Steunt Elkander“ gründete, die lange vor der Einführung des Krankengeldgesetzes seine Mitarbeiter im Krankheitsfall finanziell unterstützte. 1931 drohte seiner Firma wegen zu hoher Produktionskosten der Konkurs. Als die Entlassung einer großen Zahl von Mitarbeitern keine ausreichenden Ergebnisse gebracht hatte, stellte er die anderen Mitarbeiter vor die Wahl: entweder eine 25-prozentige Lohnkürzung oder die Schließung des Unternehmens. Dies wurde von den Gewerkschaften verärgert aufgenommen, aber die Mitarbeiter stimmten zu und das Unternehmen konnte wieder wettbewerbsfähig agieren. In den Jahren des Wiederaufbaus arbeiteten fast 450 Mitarbeiter für das Unternehmen.
Jan Brons spielte eine Schlüsselrolle im industriellen Leben von Appingedam, blieb aber auch bis zu seinem Tod am Zeichentisch beschäftigt. Er starb im Alter von 89 Jahren.